# Краснояр (Свердловская область)
Краснояр — посёлок в муниципальном округе Ревда Свердловской области России.

## Географическое положение
Краснояр расположен в 25 километрах (по дороге в 29 километрах) к югу от города Ревды, на левом берегу реки Ревды (левого притока реки Чусовой). В окрестностях посёлка находятся гора Шунут (высота 726,2 метра), исторический природный памятник — радоновый источник Платонида, крупный старообрядческий центр на Урале.

## История посёлка
Первые упоминания посёлка как о старообрядческом убежище относятся датируется началом XVIII века.
В 1873 году в деревне насчитывалось 125 дворов где проживало 319 мужчин и 340 женщин.

### Николаевская единоверческая церковь
В 1858 году из часовни была перестроена каменная однопрестольная церковь. Она была освящена в честь святого Николая, архиепископа Мирликийского 21 декабря 1858 года.
Церковь была закрыта в 1930-е годы, а в советское время была реорганизована в клуб.

## Население
| 1873 | 2002 | 2010 | 2021 |
| ---- | ---- | ---- | ---- |
| 659  | ↘158 | ↗179 | ↗193 |